# 1760
1760 (MDCCLX) je bilo prestopno leto, ki se je po gregorijanskem koledarju začelo na torek, po 11 dni počasnejšem julijanskem koledarju pa na soboto.

## Rojstva
- 13. julij - Štefan Pauli (Pavel), slovenski katoliški župnik na Madžarskem († 1829)
- 28. avgust - Štefan Baler, madžarsko-slovenski pisatelj, luteranski duhovnik , kantor in učitelj, šomodski dekan in šolski nadzornik († 1835)
- 17. oktober - Saint-Simon, francoski socialist († 1825)
- 8. julij - Christian Kramp, francoski matematik († 1826)
- 27. oktober - August Neithardt von Gneisenau, pruski maršal  († 1831)
- 23. november - François-Noël Babeuf, francoski revolucionar, novinar († 1797)

Neznan datum
- Hadži Prodan Gligorijević, vojvoda prve srbske vstaje, srbske revolucije in grške osamosvojitvene vojne († okoli 1825)
- Konstantin Ipsilanti - moldavski in vlaški knez (* 1816)

## Smrti
- 18. julij - Israel ben Eliezer, imenovan tudi Ba'al Shem Tov, začetnik hasidijske ločine Judov (* 1698)